# 被压迫者社会党
被压迫者社会党（土耳其語：Ezilenlerin Sosyalist Partisi，缩写为ESP，缩写为PSB）是土耳其的一个共产主义政党。该党成立于2010年1月29日。该党是非法的霍查主义政党马列主义共产党建立的合法组织。该党的总部位于安卡拉。该党的下属青年组织“社会主义青年协会联合会”因为其成员是2015年苏鲁奇爆炸案中被攻击的主要目标而知名。